# Международный аэропорт имени Манко Капака
Международный аэропорт имени Манко Капака (исп. Aeropuerto Internacional Inca Manco Cápac) — аэропорт, расположенный в южной части Перу в пяти километрах от центра города Хульяка. 
Аэропорт назван в честь инки Манко Капака (исп. Inca Manco Cápac).

## История
Аэропорт был построен и начал свою работу в 1959 году.
6 января 2004 года аэропорт получил статус Международного.

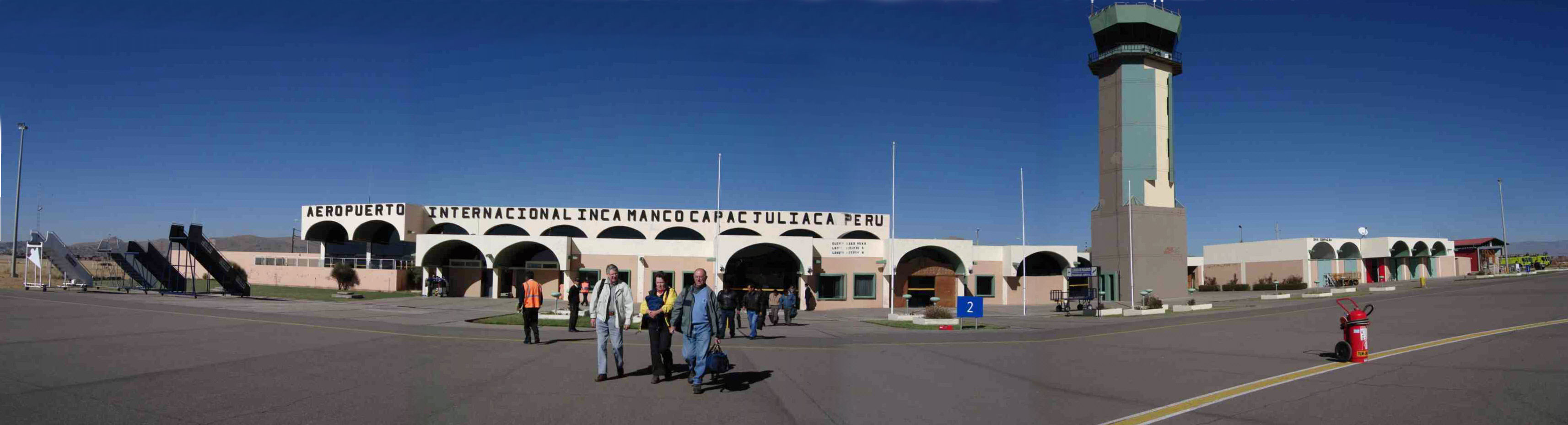

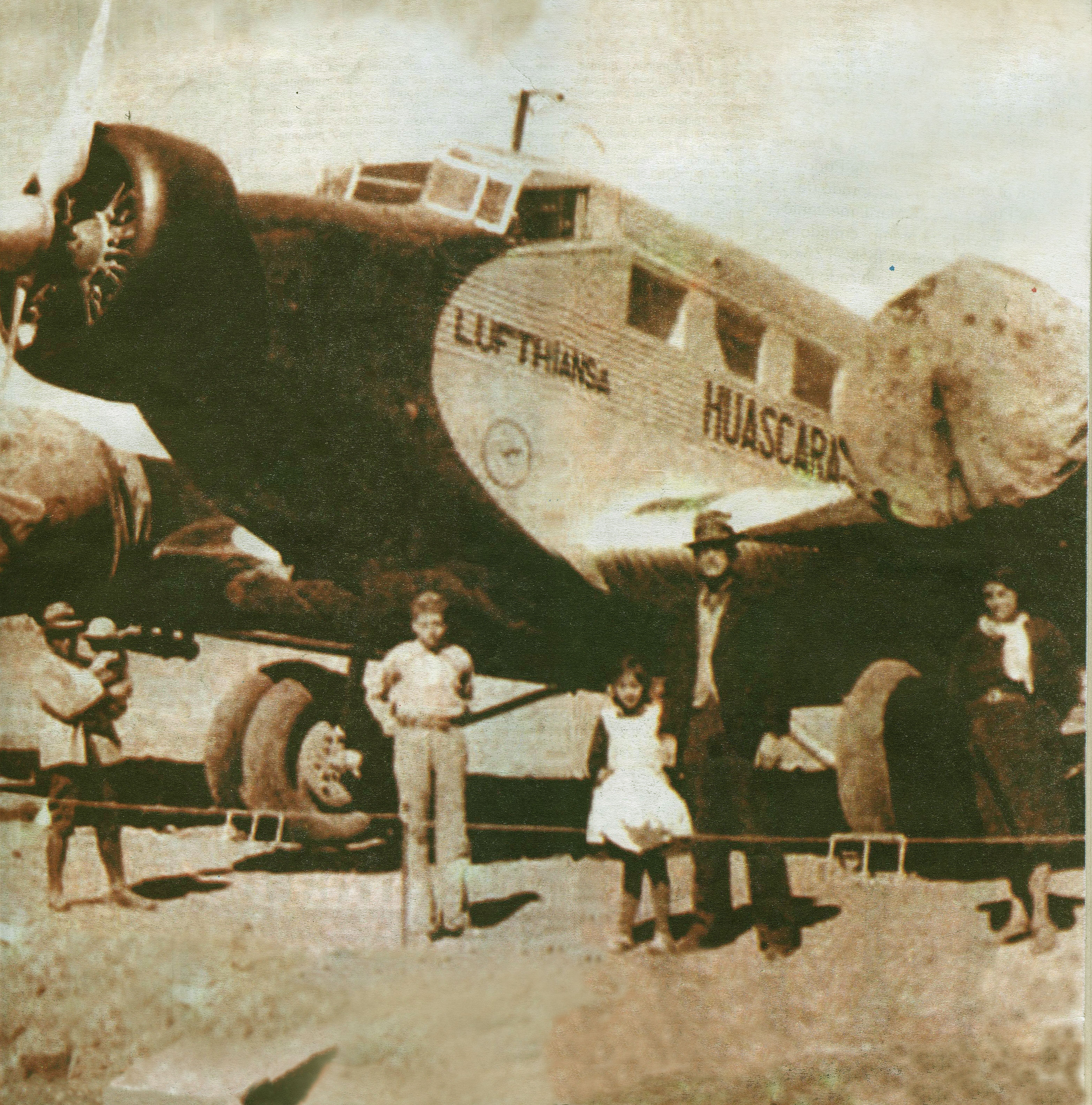

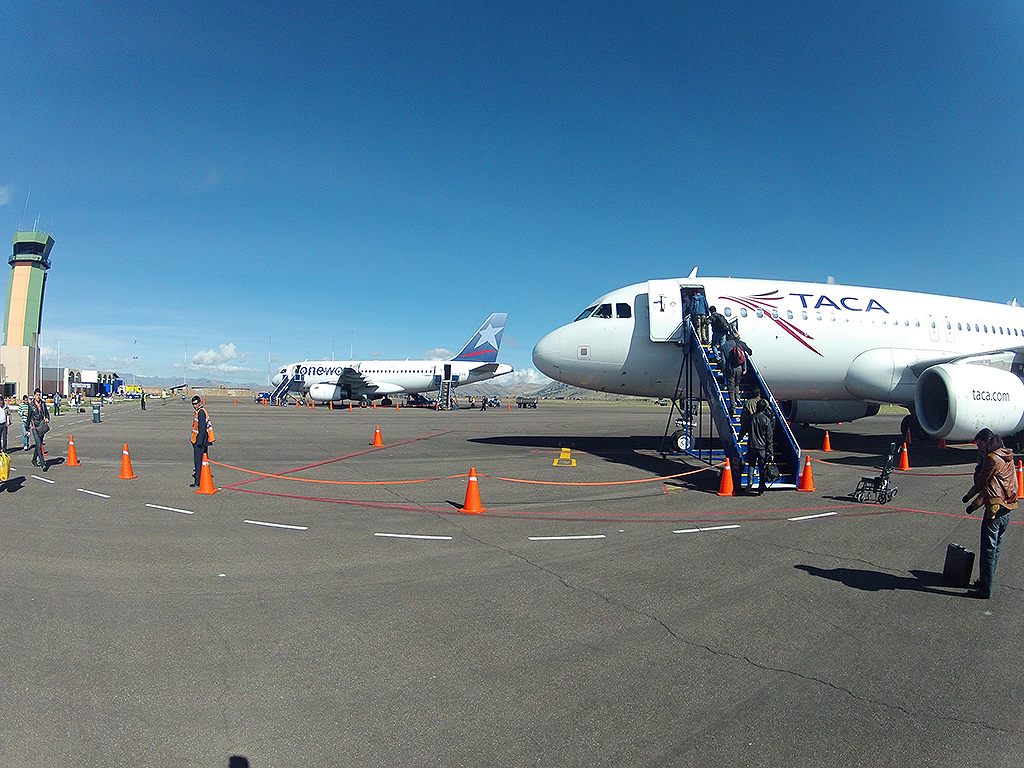

## Характеристики
Аэропорт способен принимать самолёты Boeing 737-200 и другие классом ниже.
PCN взлётно-посадочной полосы 46/F/C/X/T.
В декабре 2019 года сотрудники министерства транспорта проводили встречи с представителями районов расположенных рядом с аэропортом, чтобы убедить их в необходимости расширения аэропорта. Однако, запланированное согласованное расширение вызывает протесты местных жителей.

## Авиакомпании и направления
В марте 2020 года авиакомпания Sky Airline Peru начала выполнять рейсы из Лимы на новых самолётах Airbus A320neo.

## Статистика
|                  | 2015    | 2016    | 2017    | 2018    | 2019    |
| ---------------- | ------- | ------- | ------- | ------- | ------- |
| Пассажиропоток   | 434 760 | 462 650 | 439 156 | 476 914 | 461 177 |
| Грузопоток, тонн | 970     | 953,2   | 923,3   | 959,1   | 895,7   |
| Самолётовылеты   | 4328    | 4273    | 4017    | 4387    | 4038    |